# هايز ألان جنكينز
هايز ألان جنكينز (بالإنجليزية: Hayes Alan Jenkins) هو متزلج فني ومحامي أمريكي، ولد في 23 مارس 1933 في آكرون في الولايات المتحدة.

## وصلات خارجية
- هايز ألان جنكينز على موقع أوليمبيديا (الإنجليزية)
- هايز ألان جنكينز على موقع قاعة كولورادو للمشاهير الرياضية (الإنجليزية)
- هايز ألان جنكينز على موقع الموسوعة البريطانية (الإنجليزية)